# Tony Arima
Tony Arima (Finnország, Helsinki, 1961. április 9. – Finnország, Orimattila, 2005. december 9.) finn profi jégkorongozó.

## Karrier
Komolyabb karriejét a Jokerit Helsinkiben kezdte 1979–1980-ban. A következő szezont is ebben a csapatban játszotta. 1981-ben átigazolt a HIFK Helsinkibe. 1988-ig játszott itt. Legjobb szezonjában 23 gólt ütött. Közben az 1981-es NHL-drafton a Colorado Rockies választotta ki a nyolcadik kör 150. helyén. A National Hockey League-ben sosem játszott. 1988–1989-ben visszament a Jokerit Helsinkibe játszani és 1990-ig maradt. Ekkor a Reipas Lahtiba került és 1991–1992-ig játszott ebben a csapatban. 1991–1993 között alsóbb ligás csapatban játszott. Az 1993–1994-es idényben szerepelt a Reipas Lahtiban és a HIFK Helsinkiben. A következő bajnoki szezonban ismét alsóbb ligák csapataiban játszott majd 20 mérkőzésen jégre lépett a HIFK Helsinki színeiben. Végül az 1995–1996-os idény végén vonult vissza ismét alsóbb osztályos csapatokban játszva.

## Nemzetközi szereplés
Első nagy nemzetközi szereplése az 1979-es U18-as jégkorong-Európa-bajnokság volt. 1980-ban részt vehetett az U20-as jégkorong-világbajnokságon, ahol ezüstérmes lett a finn válogatottal. A következő évben ismét játszhatott az U20-as világbajnokságon, és ismét ezüstérmes lett. Utolsó válogatottbeli szereplése az 1983-as jégkorong-világbajnokság volt. Ezen az eseményen a finn csapat csak a hetedik lett.

## Díjai
- U20-as jégkorong-világbajnoki ezüstérem: 1980, 1981
- Finn bajnok: 1983
- Finn bajnoki ezüstérem: 1986